# Mohelnický monoxyl
Mohelnický monoxyl je ručně dlabaná dubová loď z období keltského osídlení Moravy. Poprvé jej zpozoroval 12. června roku 1999 při rybaření Jaroslav Peška, tehdejší ředitel Vlastivědného muzea v Olomouci. Svým stářím, které se datuje na konec 3. století př. n. l., se jedná o unikát nalezený na území České republiky.

## Popis
Monoxyl je ručně dlabaná, 10,5 m dlouhá, 1 m široká a 0,6 m vysoká, loď z asi 200 let starého dubu. Síla dřeva je v rozmezí 4 až 18 cm. Trup lodi má mírně kónický tvar, nejvíce široký je v zadní čtvrtině. Na přídi se nachází částečně dochovaný kruhový otvor, který mohl sloužit k uvázání plavidla. Záď byla pravděpodobně opatřena plochým otvorem pro kormidlo. Vnitřní prostor lodi je zpevněn čtyřmi výstužnými žebry. Britský badatel J. S. Rogers odhadl, že člun mohl uvézt 3 osoby a ještě dalších 800 kg nákladu, což vede ke spekulacím, že se nejspíše jednalo o nákladní či kupeckou loď.

## Objev
Monoxyl byl objeven na východním břehu zatopené štěrkovny u Mohelnice, na místě několika dřívějších rozsáhlých archeologických výzkumů. Objevitel Jaroslav Peška jej zprvu považoval za kmen velkého stromu, ovšem po bližším ohledání si všiml nápadného zahrocování přední části kmene. Při průhledu dírou v něm pak zjistil, že jeho vnitřek je pravidelně vydlabán. Na celém prostoru bývalé štěrkovny byla učiněna nezbytná opatření z důvodu ohrožení objektu rybáři a dalšími návštěvníky lokality. Neprodleně poté byla zorganizována záchranná akce vedená samotným Peškem. Ta probíhala ve dnech 21.–24. června 1999 s použitím těžké techniky. Výsledkem akce bylo objevení unikátního ručně dlabaného monoxylu z mladší doby železné. Při vytahování lodi zaměstnanci muzea zjistili, že je zaklíněna mezi dalšími kůly, což naznačuje fungování mola nebo přístaviště v oblasti.